# Isihlangu

Shaka Senzangakhoma mit einem Ishilangu

Das Isihlangu (auch Zulu-Schild oder Nguni-Schild genannt) ist eine Schutzwaffe aus Afrika.

## Geschichte
Das Isihlangu wurde von Shaka (1787–1828), dem König der Zulu, in der Zulu-Sprache Shaka Senzangakhoma, entwickelt, der die Zulu-Stämme zu einer militärischen Großmacht vereinte und die Auseinandersetzung mit Großbritannien begann (den Zulukrieg  von Januar bis September 1879). Schilder dieser Art fanden auch bei weiteren Nguni-Ethnien wie beispielsweise den Swasi oder den Xhosa Verwendung und werden daher heute vielfach auch als Nguni-Schilder bezeichnet.

## Beschreibung
Der Schild besteht aus Rinderhaut und ist oval. Der Griff auf der Rückseite des Schildes besteht aus Holz. Die Herstellung dieser Schilde wurde von spezialisierten Handwerkern ausgeführt. Zur Herstellung des Leders wurde nur die Rückenhaut der Tiere benutzt. Die Haut wurde in der Sonne getrocknet und anschließend für zwei Tage unter Kuhmist begraben. Danach wurde sie mit Steinen geschlagen, um sie ein wenig flexibler zu machen. Nach dem Zurechtschneiden in die typische, ovale Form wurde es auf einen hölzernen Rahmen gespannt und mit einem senkrecht angebrachten Holzstück versehen, das als Griff diente. Der Griff wurde mit zusätzlichen Lederbändern von innen an der Haut befestigt. Etwa in der Mitte der Vorderseite wurden rechts und links des Griffes zwei Reihen Einschnitte vertikal angebracht. In diese Einschnitte wurden flexible Lederbänder eingewoben, die dem mittleren Teil des Schildes die doppelte Dicke verliehen. In der neustrukturierten Armee der Zulu diente der Schild zusammen mit dem neuentwickelten kurzen Stoßspeer (Assegai, Zulu-Sprache Iklwa) als Grundlage der Strategien Shakas. Während eines Angriffs wurde der Schild unter dem Arm locker gehalten. Erst im letzten Moment vor dem Zusammenstoß der Truppen wurde er angehoben und versucht, dem Gegner damit in das Gesicht zu schlagen. Er diente als Schutz, aber genauso als Waffe im Zweikampf. Der Schild diente ebenfalls als Kennzeichnung der Zugehörigkeit zu einem bestimmten Regiment (Zulu-Sprache Impi) durch Muster und Farben auf der Vorderseite, die die Krieger zuordnen konnten. Sie dienten außerdem als Rangabzeichen der Krieger. Die Farb- und Musterunterschiede zeigten den Rang des Kriegers innerhalb der Truppe an. Sie wurden folgendermaßen gekennzeichnet: 
- weißer Schild mit einem oder zwei schwarzen Punkten: Ranghohe, erfahrene Krieger
- schwarzer Schild: junge, unerfahrene Krieger
- roter Schild: Krieger mittleren Alters mit etwas Erfahrung

Diese Einteilung war die Grundlage für die Schlachtaufstellung Shakas, die etwa wie der Kopf eines Stieres erschien. Die weißen Schilde standen in der Mitte (Kopf), während die schwarzen und roten Schilde auf beiden Seiten außen standen (Hörner). Die außenstehenden Krieger waren jung und schnell. Sie kesselten den Feind ein und trieben ihn zur Mitte, wo die Elite der Krieger wartete.
Der zeremonielle Gebrauch des Schildes besteht darin, dass er ein wichtiges Zubehör bei der Hochzeit eines Kriegers war. Es diente als Statushinweis beim Eintritt in die Ehe. Der Krieger behielt den Schild auch, nachdem er aus dem Kriegsdienst entlassen wurde. Es gibt verschiedene Versionen, die sich hauptsächlich in der Größe unterscheiden.

Das Nguni-Schild auf Staatsflaggen
Flagge Eswatinis
Flagge Kenias